# Associazione Calcistica Perugia Calcio 2024-2025
Questa voce raccoglie le informazioni riguardanti l'Associazione Calcistica Perugia Calcio nelle competizioni ufficiali della stagione 2024-2025.

## Rosa
Rosa e numerazione aggiornati al 1º luglio 2024.
| N. |                        | Ruolo | Calciatore                  |
| -- | ---------------------- | ----- | --------------------------- |
| 1  | Italia (bandiera)      | P     | Luca Gemello                |
| 21 | Italia (bandiera)      | P     | Marco Albertoni             |
| 3  | Italia (bandiera)      | D     | Raul Morichelli             |
| 5  | Italia (bandiera)      | D     | Gabriele Angella (capitano) |
| 13 | Svezia (bandiera)      | D     | Peter Amoran                |
| 15 | Italia (bandiera)      | D     | Cristian Dell'Orco          |
| 44 | Paesi Bassi (bandiera) | D     | Noah Lewis                  |
| 67 | Italia (bandiera)      | D     | Matteo Plaia                |
| 91 | Francia (bandiera)     | D     | Mouhamed Souare             |
| 98 | Italia (bandiera)      | D     | Federico Giraudo            |
| 6  | Italia (bandiera)      | C     | Giovanni Giunti             |
| 16 | Italia (bandiera)      | C     | Paolo Bartolomei            |
| 18 | Italia (bandiera)      | C     | Luca Di Maggio              |

| N. |                     | Ruolo | Calciatore             |
| -- | ------------------- | ----- | ---------------------- |
| 19 | Islanda (bandiera)  | C     | Adam Pálsson           |
| 20 | Italia (bandiera)   | C     | Federico Ricci         |
| 23 | Italia (bandiera)   | C     | Francesco Lisi         |
| 29 | Italia (bandiera)   | C     | Jérémie Broh           |
| 84 | Lituania (bandiera) | C     | Adrian Lickunas        |
| 7  | Italia (bandiera)   | A     | Luca Bacchin           |
| 9  | Italia (bandiera)   | A     | Daniele Montevago      |
| 10 | Brasile (bandiera)  | A     | Ryder Matos            |
| 11 | Italia (bandiera)   | A     | Alessandro Seghetti    |
| 17 | Italia (bandiera)   | A     | Andrea Cisco           |
| 30 | Italia (bandiera)   | A     | Giacomo Marconi        |
| 45 | Senegal (bandiera)  | A     | Youssouph Cheikh Sylla |

## Risultati

### Serie C

#### Girone di andata
| Arbitro: | Viapiana (Catanzaro) |

|                                          |           |                                     |
| Polidori 4’ Mastropietro 15’ Falleni 19’ | Marcatori | 29’ Ricci 65’ Polizzi 78’ Montevago |

| Arbitro: | Madonia (Palermo) |

|                                |           |  |
| Torrasi 12’ Montevago 70’, 87’ | Marcatori |  |

| Arbitro: | Castellone (Napoli) |

|                      |           |  |
| Verza 73’ Sall 90+3’ | Marcatori |  |

| Arbitro: | De Angeli (Milano) |

|             |           |                   |
| Mezzoni 60’ | Marcatori | 52’ (rig.) D'Ursi |

| Pescara 23 settembre 2024, ore 20:30 CEST 5ª giornata | Pescara                   | 0 – 0 referto | Perugia | Stadio Adriatico-Giovanni Cornacchia (6 297 spett.)\| Arbitro: \| Di Francesco (Ostia Lido) \| |
| Arbitro:                                              | Di Francesco (Ostia Lido) |               |         |                                                                                                |

| Arbitro: | Bozzetto (Bergamo) |

|           |           |                                         |
| Cisco 72’ | Marcatori | 5’, 64’ Cernigoi 31’ Ubaldi 83’ Garetto |

| Pesaro 30 settembre 2024, ore 20:45 CEST 7ª giornata | Vis Pesaro        | 0 – 0 referto | Perugia | Stadio Tonino Benelli (1 825 spett.)\| Arbitro: \| Iacobellis (Pisa) \| |
| Arbitro:                                             | Iacobellis (Pisa) |               |         |                                                                         |

| Arbitro: | Diop (Treviglio) |

|                                                     |           |  |
| Lisi 26’ (rig.) Ricci 52’ Di Maggio 81’ Mezzoni 84’ | Marcatori |  |

| Arbitro: | Sfira (Pordenone) |

|  |           |              |
|  | Marcatori | 33’ Di Mario |

| Arbitro: | Mastrodomenico (Matera) |

|  |           |               |
|  | Marcatori | 39’ Montevago |

| Arbitro: | Andeng Tona Mbei (Cuneo) |

|  |           |                      |
|  | Marcatori | 18’ Alesi 27’ Zeroli |

| Arbitro: | Pezzopane (L'Aquila) |

|                      |           |          |
| Fischnaller 26’, 78’ | Marcatori | 67’ Lisi |

| Arbitro: | Gemelli (Messina) |

|                            |           |                         |
| Demirović 45’ Martic 90+1’ | Marcatori | 72’ Montevago 76’ Sylla |

| Perugia 10 novembre 2024, ore 15:00 CET 14ª giornata | Perugia           | 0 – 0 referto | Ternana | Stadio Renato Curi (8 721 spett.)\| Arbitro: \| Turrini (Firenze) \| |
| Arbitro:                                             | Turrini (Firenze) |               |         |                                                                      |

| Arbitro: | Iannello (Messina) |

|                                           |           |             |
| Bruzzaniti 3’ Germinario 13’ Del Sole 30’ | Marcatori | 6’ Seghetti |

| Arbitro: | Grasso (Ariano Irpino) |

|                             |           |  |
| Di Maggio 12’ Montevago 83’ | Marcatori |  |

| Arbitro: | Dorillo (Torino) |

|                          |           |                          |
| Durmush 33’ Clemenza 65’ | Marcatori | 1’ Montevago 41’ Torrasi |

| Arbitro: | Nigro (Prato) |

|                   |           |                      |
| Seghetti 70’, 83’ | Marcatori | 90+5’ (aut.) Angella |

| Arbitro: | Tropiano (Bari) |

|                         |           |               |
| Italeng 17’ (rig.), 47’ | Marcatori | 71’ Montevago |